# Paraula de seguretat
En BDSM, una paraula de seguretat (safeword en anglès) és una paraula en codi, una sèrie de paraules en codi o un altre senyal utilitzat per una persona per comunicar el seu estat físic o emocional, normalment quan s'acosta o es creua un límit físic, emocional o moral i manifestar el seu consentiment. Es tracta de paraules preacordades i inequívoques que pot pronunciar una de les persones implicades en una pràctica de BDSM quan vol aturar-la. Algunes paraules segures s'utilitzen per aturar l'escena directament, mentre que d'altres poden comunicar la voluntat de continuar, però amb un nivell d'intensitat reduït.

## Descripció
Les paraules segures solen acordar-se abans de reproduir una escena entre tots els participants, i molts grups de BDSM organitzats tenen paraules segures estàndard que tots els membres accepten utilitzar per evitar confusions en els esdeveniments de joc organitzats. El sistema de paraules segures més comú és el de tipus "semàfor", en el qual "vermell" significa "aturar-se", "ambre" o "groc" significa "procedir amb precaució", i "verd" significa "més, si us plau!"
Algunes parelles poden sentir que no necessiten una paraula segura, depenent de les pràctiques implicades, ja que el paper d'una paraula segura l'omplen les formes habituals de comunicació. Amb menys freqüència, algunes parelles poden estar d'acord en abandonar l'ús de paraules segures, inclosa la possibilitat de retirar el consentiment per complet, especialment aquelles que practiquen formes de joc al marge o les que tenen relacions de tipus mestre/esclau. En aquests casos, l'opció de renunciar a l'ús de paraules de seguretat és un acte consensuat per part de la part inferior o submisa. Aquesta pràctica se sol anomenar no consentiment consensuat i sovint es considera controvertida.